# Gran Premio del Sudafrica 1972
Il Gran Premio del Sudafrica 1972, VI Grand Prix of South Africa di Formula 1 e seconda gara del campionato di Formula 1 del 1972, si è disputato il 4 marzo sul circuito di Kyalami ed è stato vinto da Denny Hulme su McLaren-Ford Cosworth.

## Partecipanti
Rispetto al precedente Gran Premio, il campo partenti subisce le seguenti modifiche:
La BRM mette in campo 4 vetture togliendo Alex Soler-Roig e Reine Wisell, ma schierando il francese Jean-Pierre Beltoise in arrivo dalla Matra.
La Surtees schiera una seconda vettura ufficiale per l'ex campione del mondo di motociclismo Mike Hailwood.
Frank Williams schiera una seconda March privata (dell'anno prima) per il debuttante brasiliano Carlos Pace.
Debutta una nuova scuderia tedesca, la Eifelland Racing: la monoposto è una March modificata e il pilota è il tedesco Rolf Stommelen, in arrivo dalla Surtees.
Come avviene solitamente, anche nel 1972 prendono parte solo a questa gara alcuni team che schierano piloti locali. Il team Gunston schiera una Surtees per il solito John Love e una Brabham per Willie Ferguson. Inoltre Dave Charlton guida una Lotus privata per il team Scribante sponsorizzato dalla Lucky Strike.

## Qualifiche
| Pos | No | Pilota               | Costruttore          | Squadra                         | Tempo  | Gap   |
| --- | -- | -------------------- | -------------------- | ------------------------------- | ------ | ----- |
| 1   | 1  | Jackie Stewart       | Tyrrell-Ford         | Elf Team Tyrrell                | 1:17.0 |       |
| 2   | 6  | Clay Regazzoni       | Ferrari              | Scuderia Ferrari SpA SEFAC      | 1:17.3 | +0.3  |
| 3   | 8  | Emerson Fittipaldi   | Lotus-Ford           | John Player Team Lotus          | 1:17.4 | +0.4  |
| 4   | 17 | Mike Hailwood        | Surtees-Ford         | Brooke Bond Oxo Team Surtees    | 1:17.4 | +0.4  |
| 5   | 12 | Denny Hulme          | McLaren-Ford         | Yardley Team McLaren            | 1:17.4 | +0.4  |
| 6   | 7  | Mario Andretti       | Ferrari              | Scuderia Ferrari SpA SEFAC      | 1:17.5 | +0.5  |
| 7   | 5  | Jacky Ickx           | Ferrari              | Scuderia Ferrari SpA SEFAC      | 1:17.7 | +0.7  |
| 8   | 2  | François Cevert      | Tyrrell-Ford         | Elf Team Tyrrell                | 1:17.8 | +0.8  |
| 9   | 3  | Ronnie Peterson      | March-Ford           | STP March Racing Team           | 1:17.8 | +0.8  |
| 10  | 16 | Tim Schenken         | Surtees-Ford         | Brooke Bond Oxo Team Surtees    | 1:17.8 | +0.8  |
| 11  | 10 | Jean-Pierre Beltoise | BRM                  | Marlboro BRM                    | 1:17.9 | +0.9  |
| 12  | 14 | Peter Revson         | McLaren-Ford         | Yardley Team McLaren            | 1:18.0 | +1.0  |
| 13  | 15 | Chris Amon           | Matra                | Equipe Matra Sports             | 1:18.0 | +1.0  |
| 14  | 19 | Graham Hill          | Brabham-Ford         | Motor Racing Developments Ltd   | 1:18.1 | +1.1  |
| 15  | 20 | Carlos Reutemann     | Brabham-Ford         | Motor Racing Developments Ltd   | 1:18.2 | +1.2  |
| 16  | 23 | Howden Ganley        | BRM                  | Marlboro BRM                    | 1:18.3 | +1.3  |
| 17  | 26 | Dave Charlton        | Lotus-Ford           | Scribante Lucky Strike Racing   | 1:18.5 | +1.5  |
| 18  | 11 | Peter Gethin         | BRM                  | Marlboro BRM                    | 1:18.7 | +1.7  |
| 19  | 9  | Dave Walker          | Lotus-Ford           | John Player Team Lotus          | 1:18.7 | +1.7  |
| 20  | 18 | Andrea De Adamich    | Surtees-Ford         | Ceramica Pagnossin Team Surtees | 1:18.9 | +1.9  |
| 21  | 4  | Niki Lauda           | March-Ford           | STP March Racing Team           | 1:18.9 | +1.9  |
| 22  | 21 | Henri Pescarolo      | March-Ford           | Team Williams Motul             | 1:19.0 | +2.0  |
| 23  | 24 | Helmut Marko         | BRM                  | Marlboro BRM                    | 1:19.1 | +2.1  |
| 24  | 22 | Carlos Pace          | March-Ford           | Team Williams Motul             | 1:20.3 | +3.3  |
| 25  | 25 | Rolf Stommelen       | Eifelland March-Ford | Team Eifelland Caravans         | 1:20.4 | +3.4  |
| 26  | 27 | John Love            | Surtees-Ford         | Team Gunston                    | 1:21.0 | +4.0  |
| 27  | 28 | William Ferguson     | Brabham-Ford         | Team Gunston                    | 1:31.9 | +14.9 |

## Gara
| Pos | No | Pilota               | Costruttore          | Giri | Tempo/Ritiro        | Pos. Griglia | Punti |
| --- | -- | -------------------- | -------------------- | ---- | ------------------- | ------------ | ----- |
| 1   | 12 | Denny Hulme          | McLaren-Ford         | 79   | 1:45:49.1           | 5            | 9     |
| 2   | 8  | Emerson Fittipaldi   | Lotus-Ford           | 79   | + 14.1              | 3            | 6     |
| 3   | 14 | Peter Revson         | McLaren-Ford         | 79   | + 25.8              | 12           | 4     |
| 4   | 7  | Mario Andretti       | Ferrari              | 79   | + 38.5              | 6            | 3     |
| 5   | 3  | Ronnie Peterson      | March-Ford           | 79   | + 49.0              | 9            | 2     |
| 6   | 19 | Graham Hill          | Brabham-Ford         | 78   | + 1 Giro            | 14           | 1     |
| 7   | 4  | Niki Lauda           | March-Ford           | 78   | + 1 Giro            | 21           |       |
| 8   | 5  | Jacky Ickx           | Ferrari              | 78   | + 1 Giro            | 7            |       |
| 9   | 2  | François Cevert      | Tyrrell-Ford         | 78   | + 1 Giro            | 8            |       |
| 10  | 9  | Dave Walker          | Lotus-Ford           | 78   | + 1 Giro            | 19           |       |
| 11  | 21 | Henri Pescarolo      | March-Ford           | 78   | + 1 Giro            | 22           |       |
| 12  | 6  | Clay Regazzoni       | Ferrari              | 77   | + 2 Giri            | 2            |       |
| 13  | 25 | Rolf Stommelen       | Eifelland March-Ford | 77   | + 2 Giri            | 25           |       |
| 14  | 24 | Helmut Marko         | BRM                  | 76   | + 3 Giri            | 23           |       |
| 15  | 15 | Chris Amon           | Matra                | 76   | + 3 Giri            | 13           |       |
| 16  | 27 | John Love            | Surtees-Ford         | 73   | Testacoda           | 26           |       |
| 17  | 22 | Carlos Pace          | March-Ford           | 73   | + 6 Giri            | 24           |       |
| NC  | 23 | Howden Ganley        | BRM                  | 70   | Non classificato    | 16           |       |
| NC  | 18 | Andrea De Adamich    | Surtees-Ford         | 69   | Non classificato    | 20           |       |
| NC  | 11 | Peter Gethin         | BRM                  | 65   | Non classificato    | 18           |       |
| Rit | 10 | Jean-Pierre Beltoise | BRM                  | 61   | Motore              | 11           |       |
| Rit | 1  | Jackie Stewart       | Tyrrell-Ford         | 45   | Cambio              | 1            |       |
| Rit | 17 | Mike Hailwood        | Surtees-Ford         | 28   | Sospensione         | 4            |       |
| Rit | 20 | Carlos Reutemann     | Brabham-Ford         | 27   | Alimentazione       | 15           |       |
| Rit | 16 | Tim Schenken         | Surtees-Ford         | 9    | Motore              | 10           |       |
| Rit | 26 | Dave Charlton        | Lotus-Ford           | 2    | Pompa della benzina | 17           |       |
| NP  | 28 | William Ferguson     | Brabham-Ford         | 0    | Non Partito         | 27           |       |

## Statistiche
Piloti
- 6ª vittoria per Denny Hulme
- 1° podio per Peter Revson
- 1° e unico giro più veloce per Mike Hailwood
- 1º Gran Premio per Carlos Pace
- 1° e unico Gran Premio per William Ferguson
- Ultimo Gran Premio per John Love

Costruttori
- 5° vittoria per la McLaren
- 20° podio per la McLaren
- 1º giro più veloce per la Surtees
- 50º Gran Premio per la Matra
- 1º Gran Premio per la Eifelland

Motori
- 43ª vittoria per il motore Ford Cosworth

Giri al comando
- Denny Hulme (1, 57-79)
- Jackie Stewart (2-44)
- Emerson Fittipaldi (45-56)

## Classifiche

### Piloti
| Pos. | Pilota             | Punti |
| ---- | ------------------ | ----- |
| 1    | Denny Hulme        | 15    |
| 2    | Jackie Stewart     | 9     |
| 3    | Emerson Fittipaldi | 6     |
| 4    | Jacky Ickx         | 4     |
| 5    | Peter Revson       | 4     |
| 6    | Clay Regazzoni     | 3     |
| 7    | Mario Andretti     | 3     |
| 8    | Ronnie Peterson    | 3     |
| 9    | Tim Schenken       | 2     |
| 10   | Graham Hill        | 1     |

### Costruttori
| Pos. | Team         | Punti |
| ---- | ------------ | ----- |
| 1    | McLaren-Ford | 15    |
| 2    | Tyrrell-Ford | 9     |
| 3    | Ferrari      | 7     |
| 4    | Lotus-Ford   | 6     |
| 5    | March-Ford   | 3     |
| 6    | Surtees-Ford | 2     |
| 7    | Brabham-Ford | 1     |